# Heloísa Teixeira
Heloísa Teixeira (Ribeirão Preto, 26 de julho de 1939 – Rio de Janeiro, 28 de março de 2025), anteriormente conhecida como Heloísa Buarque de Hollanda, foi uma ensaísta, escritora, editora e crítica literária brasileira.

## Biografia
Nascida em 26 de julho de 1939, em Ribeirão Preto (SP), Heloísa Buarque de Hollanda foi graduada em Letras Clássicas pela Pontifícia Universidade Católica do Rio de Janeiro (PUC-Rio), com mestrado e doutorado em Literatura Brasileira na Universidade Federal do Rio de Janeiro (UFRJ) e pós-doutorado em Sociologia da Cultura na Universidade de Columbia, em Nova Iorque.
Foi escritora, membro efetivo e perpétuo da Academia Brasileira de Letras do RJ, professora emérita da Escola de Comunicação da Universidade Federal do Rio de Janeiro (ECO) e coordenadora do Programa Avançado de Cultura Contemporânea (PACC/UFRJ), onde dirigiu o Laboratório de Tecnologias Sociais Universidade das Quebradas.
Foi também diretora da HB - Heloísa Buarque Projetos Editoriais, diretora da Editora UFRJ, da Editora Aeroplano, do Museu da Imagem e do Som do Rio de Janeiro (MIS-RJ) e curadora do Portal Literal.
Seu campo de pesquisa privilegiava a relação entre cultura e desenvolvimento, dedicando-se às áreas de poesia, relações de gênero e étnicas, culturas marginalizadas e cultural digital.
Desde 2009 se dedicou à cultura produzida nas periferias das grandes cidades e à análise do impacto das novas tecnologias digitais e da internet na produção e no consumo da cultura, desenvolvendo os projetos laboratórios de tecnologias sociais Universidade das Quebradas e Laboratório da Palavra - Faculdade de Letras da Universidade Federal do Rio de Janeiro (FL) de edição, criação e tecnologia.
Em abril de 2023 foi eleita para ocupar a trigésima cadeira da Academia Brasileira de Letras (ABL), sucedendo Nélida Piñon.
Foi autora de muitos livros, entre eles Macunaíma, da literatura ao cinema; 26 Poetas Hoje; Impressões de Viagem; Cultura e Participação nos anos 60; Pós-Modernismo e Política; O Feminismo como Crítica da Cultura; Guia Poético do Rio de Janeiro; Asdrúbal Trouxe o Trombone: memórias de uma trupe solitária de comediantes que abalou os anos 70; Enter - Antologia Digital e Escolhas, uma autobiografia intelectual.
Em seus últimos anos, dedicou-se à organização da coleção Pensamento Feminista, em 4 volumes: Pensamento Feminista: conceitos fundamentais, Pensamento Feminista brasileiro: formação e contexto, Pensamento Feminista hoje: Perspectivas Decoloniais e Pensamento Feminista hoje: Sexualidades no Sul Global.
Em julho de 2023, anunciou que abandonaria o sobrenome famoso Buarque de Hollanda - que era do primeiro marido, o advogado e galerista Luiz Buarque de Hollanda - e passaria a adotar o Teixeira, de origem materna.
Lançado em 2024, o documentário O Nascimento de H. Teixeira, dirigido por Roberta Ellen Canuto, acompanha a trajetória de Heloísa Buarque de Hollanda em sua transição para Heloísa Teixeira, revelando como sua transformação pessoal reflete sua contínua influência no pensamento e na cultura brasileira.

### Morte
Morreu aos 85 anos de idade no Casa de Saúde São Vicente, na Gávea, na cidade do Rio de Janeiro, devido a complicações de uma pneumonia e insuficiência respiratória aguda.

## Principais obras publicadas
Entre as suas obras encontram-se:
- Rebeldes e Marginais: Cultura nos Anos de Chumbo (1960-1970) (2023)
- FEMINISTA, EU? LITERATURA, CINEMA NOVO, MPB (2022)
- 29 Poetas Hoje (2021) (organizadora)
- Pensamento Feminista hoje: Perspectivas Decoloniais (2020) (organizadora)
- Pensamento Feminista hoje: Sexualidades no Sul Global (2020) (organizadora)
- Explosão Feminista: arte, cultura, política e universidade (2018) (organizadora)
- Pensamento feminista brasileiro: formação e contexto (2019) (organizadora)
- Pensamento feminista: conceitos fundamentais (2019) (organizadora)
- Macunaíma, da literatura ao cinema
- 26 Poetas Hoje (org.), 1975, livro que reúne 26 poetas da geração mimeógrafo, ou "poesia marginal".
- Impressões de Viagem
- Cultura e Participação nos anos 60
- Pós-Modernismo e Política
- O Feminismo como Crítica da Cultura
- Guia Poético do Rio de Janeiro
- Asdrúbal Trouxe o Trombone: memórias de uma trupe solitária de comediantes que abalou os anos 70
- Enter - Antologia Digital
- Escolhas, uma autobiografia intelectual